# بيتر كونراد
بيتر كونراد (بالإنجليزية: Peter Conrad)‏ هو عالم اجتماع أمريكي، ولد في 1945.